# Metaloza
Metaloza – lokalne oddziaływanie jonów metali lub produktów korozji implantu na tkanki organizmu. Jeden ze skutków ubocznych wprowadzenia implantu do ludzkiego organizmu.